# Gare de Minakami
La gare de Minakami (水上駅, Minakami-eki) est une gare ferroviaire du bourg de Minakami, dans la préfecture de Gunma au Japon. Elle est exploitée par la JR East.

## Situation ferroviaire
La gare de Minakami est située au point kilométrique (PK) 59,1 de la ligne Jōetsu.

## Histoire
La gare est inaugurée le 30 octobre 1928.

## Service des voyageurs

### Accueil
En 2014, la gare était utilisée par une moyenne de 419 passagers par jour.
| Année | Affluence | Références |
| ----- | --------- | ---------- |
| 2000  | 772       |            |
| 2001  | 748       |            |
| 2002  | 740       |            |
| 2003  | 706       |            |
| 2004  | 651       |            |
| 2005  | 621       |            |
| 2006  | 589       |            |
| 2007  | 612       |            |
| 2008  | 609       |            |
| 2009  | 546       |            |
| 2010  | 514       |            |
| 2011  | 450       |            |
| 2012  | 465       |            |
| 2013  | 439       |            |
| 2014  | 419       |            |
| 2015  | 405       |            |
| 2016  | 392       |            |
| 2017  | 385       |            |
| 2018  | 364       |            |
| 2019  | 341       |            |
| 2020  | 208       |            |

### Desserte

#### Lignes de train
| 1 | ■ligne Jōetsu | en direction de Shin-Maebashi et Takasaki                                 |
| 2 | ■ligne Jōetsu | en direction de Doai et Nagaoka en direction de Shin-Maebashi et Takasaki |
| 3 | ■ligne Jōetsu | Voie additionnelle                                                        |

#### Lignes d'autobus
| Ligne                                                   | Destination                                                                         | Arrêts notables                              | Exploitant                |
| ------------------------------------------------------- | ----------------------------------------------------------------------------------- | -------------------------------------------- | ------------------------- |
| 2                                                       | -                                                                                   | Dépôt de Minakami (水上車庫)                 | Kan'etsu Kōtsū (ja)       |
| 3                                                       | Ooana Ski (ja), gare de Yubiso (en), Yubiso Onsen (ゆびそ温泉)                      | Station du Téléphérique de Tanigawadake (en) | Kan'etsu Kōtsū (ja)       |
| 4                                                       | Ooana Ski (ja), gare de Yubiso (en), Yubiso Onsen (ゆびそ温泉)                      | Awazawa                                      | Kan'etsu Kōtsū (ja)       |
| 4                                                       | Ooana Ski, Awazawa (粟沢), entrée Takaragawa (宝川入口)                             | Takaragawa Onsen (宝川温泉)                  | Kan'etsu Kōtsū (ja)       |
| 4                                                       | Ooana Ski, Awazawa (粟沢), entrée Takaragawa (宝川入口)                             | Yu no koya (湯の小屋)                        | Kan'etsu Kōtsū (ja)       |
| 5                                                       | Minakami Onsen (ja), gare de Kamimoku (en)                                          | gare de Jōmō-Kōgen                           | Kan'etsu Kōtsū (ja)       |
| Navette Minakami Onsen (水上温泉シャトルバス)           | Tanigawa Onsen (谷川温泉), Suiki Kōkan (水紀行館), Fureai Kōryūkan (ふれあい交流館) | Gare de Minakami                             | Kan'etsu Kōtsū (ja)       |
| Express Minakami Onsen (高速バス「みなかみ温泉号」)     | gare de Kawagoe                                                                     | Gare routière de Shinjuku (en)               | Kan'etsu Kōtsū (ja)       |
| Navette Hodaigi Ski Resort (宝台樹スキー場シャトルバス) | -                                                                                   | Hodaigi Ski Resort (ja)                      | Hotakayama Kankō-kaihatsu |